# Giuseppe Farina
Giuseppe Farina (n. 30 octombrie 1906, Torino, Italia – d. 30 iunie 1966, Chambéry, Rhône-Alpes, Franța) a fost un pilot de Formula 1, primul campion mondial în acest sport.

## Cariera
Poreclit Nino, Farina, și-a început cariera in sporturile cu motor în perioada interbelică, mai întâi în cursele de viteză în coastă, iar mai apoi în întrecerile de pe circuite, cu Maserati, iar mai apoi cu Afla Romeo, echipă condusă atunci de Enzo Ferrari și în rândurile căruia evolua Tazio Nuvollari. După ce a câștigat trei titluri naționale într-o clasă inferioară, Farina s-a impus in Marele Premiu al Libiei care a avut loc la Tripoli în 1940, prima sa victorie importantă.
După război și-a reluat activitatea de pilot, de aceasta dată evoluând însă cu un Maserati privat, însă când federația a decis înființarea Campionatului Mondial de Formula 1, Farina a fost cooptat din nou în echipa Alfa Romeo, alături de Juan Manuel Fangio si Luigi Fagioli, formând astfel echipa "Celor Trei F".
1950 a fost un an în care Alfa Romeo a dominat campionatul, grație celebrelor monoposturi Alfa 158, câștigând toate cele șase curse la care au luat startul. Farina a câștigat prima cursă de Formula 1 organizată vreodată, Marele Premiu al Marii Britanii de la Silverstone din 1950 și alături de ea cursele din Elveția si Italia, câștigând titlul mondial cu un avans de trei puncte în fața lui Fangio, argentineanul, lider al campionatului înainte de ultima cursă, abandonând la Monza.
În ciuda câștigării titlului mondial, Farina a redevenit pilotul secund al echipei, fiind obligat să îi facă jocurile lui Fangio, astfel că în 1951 a reușit doar o singură victorie, în Belgia.
După retragerea echipei Alfa Romeo din campionat, Farina a semnat un contract cu Scuderia Ferrari, însă și aici a fost adus să joace rol secund, de aceasta dată pentru Alberto Ascari. Victoria din Germania 1953 avea să fie ultima din Formula 1.
În pararel cu activitatea din Formula 1, Farina a participat și în numeroase alte Mari Premii care se organizau în întreaga lume deși nu erau incluse în campionatul mondial și și-a făcut debutul în cursele de Sport Prototip, câștigând cursa de 24 de ore de la Spa-Francorchamps, împărțind împreună cu Mike Hawthorn un Ferrari.
Un accident într-o cursa de Sport Prototip de la Monza din 1954 a însemnat începutul sfârșitului. Deși a revenit în Formula 1 în 1955 nu a mai fost pilotul de altă dată, astfel că după cursa de la Monza din acel an a decis să se retragă din Formula 1.
În 1956 s-a înscris la celebra cursă de 500 de mile de la Indianapolis, dar suferă un accident înainte de cursă și nu mai ia startul. Revine după un an, însă accidentul mortal suferit de colegul său de echipă îl sperie și decide să se retragă definitiv din orice competiție auto. Avea 53 ani.
Farina a decedat în 1966 în timp ce conducea automobilul personal spre Reims pentru a asista la Marele Premiu al Franței, fiind implicat într-un accident rutier în Franța.

## Trivia
- Farina a fost posesorul lui doctorat în inginerie și totodată nepotul reputatului Pinin Farina